# Closterium aciculare
Closterium aciculare  là một loài Song tinh tảo trong họ Desmidiaceae, thuộc chi Closterium.